# Geissanthus cestrifolius
Geissanthus cestrifolius är en viveväxtart som beskrevs av Carl Christian Mez. Geissanthus cestrifolius ingår i släktet Geissanthus och familjen viveväxter. Inga underarter finns listade i Catalogue of Life.